# 向殿あさみ
向殿 あさみ（むかいどの あさみ、1955年12月9日 - ）は、日本の声優、女優。大沢事務所所属。東京都出身。

## 略歴
東京学芸大学卒業。
東京アナウンスアカデミー（現：東京アナウンス・声優アカデミー）、俳協養成所第5期卒。
以前は東京俳優生活協同組合、アーツビジョンに所属していた。

## 人物
趣味は面白いものが好き。

## 出演

### テレビアニメ
1977年
- あらいぐまラスカル

1978年
- ペリーヌ物語（ジャンヌ）
- 星の王子さま プチ・プランス（1978年 - 1979年、ミシェル、エリン）
- 無敵鋼人ダイターン3（1978年 - 1979年、ソルジャーB、女騎士B）

1979年
- 赤毛のアン（ティリー・ポールター）
- 未来ロボ ダルタニアス（子供A）

1980年
- スーキャット（フク）
- 伝説巨神イデオン（子供C）
- ほえろブンブン

1981年
- ワンワン三銃士（息子）
- 最強ロボ ダイオージャ

1982年
- 愛の戦士レインボーマン（山田庄介）
- 逆転イッパツマン（孝、ペーテル）
- 銀河烈風バクシンガー
- ゲームセンターあらし（客C）
- 戦闘メカ ザブングル（トロン）
- まいっちんぐマチコ先生（鉄夫の母）

1983年
- 亜空大作戦スラングル
- 伊賀野カバ丸（お手伝い）
- イタダキマン（少年、隊員、子供B、尼B）
- キャプテン翼
- 銀河疾風サスライガー（パブ）
- 特装機兵ドルバック（ジャッキー・フランク）
- 魔法の天使クリィミーマミ（1983年 - 1984年、老婆 他）
- みゆき（男の子）
- パソコントラベル探偵団（飛鳥 翔）
- ふしぎの国のアリス（ティードルダム）

1984年
- 巨神ゴーグ（アロイ）
- 重戦機エルガイム（リィリィ・ハッシー）
- 超攻速ガルビオン（アイリーン・ミルホード）
- ふしぎなコアラブリンキー（少年B、お婆さん、生徒、ママのママ）
- 牧場の少女カトリ（女）
- 名探偵ホームズ（ポリー）
- ルパン三世 PARTIII

1985年
- 小公女セーラ（モーリー、ジャネット）
- ダーティペア（ラン、クレメンタイン）
- 超獣機神ダンクーガ（ピート）

1986年
- 愛少女ポリアンナ物語（婦人B）
- Bugってハニー（1986年 - 1987年）
- ハイスクール!奇面組（千絵の母）
- マシンロボ クロノスの大逆襲（ロック）
- めぞん一刻（八神の母 他）
- ロボタン

1987年
- 愛の若草物語（ドロシー）
- ゲゲゲの鬼太郎（第3作）（金太の母）
- シティーハンター（ユカ）
- バリバリ伝説
- ボスコアドベンチャー（母親ドラゴン）
- マンガ日本経済入門（女性職員）

1988年
- 小公子セディ（モーリン）
- 鉄拳チンミ（シーファン）
- 闘将!!拉麵男（トーフ）
- ビックリマン（明星クイーン）

1989年
- ジャングルブック・少年モーグリ（バルゥの母）

1990年
- アイドル天使ようこそようこ（母猫）
- かりあげクン（中年女性客）
- キャッ党忍伝てやんでえ（黒猫の産婆、おトメ）
- RPG伝説ヘポイ（チョコリーナ）

1992年
- クッキングパパ（みつぐの母）

1994年
- 白雪姫の伝説（モーリー）

2002年
- 十二国記（太師）

2003年
- WOLF'S RAIN（預言師）
- GAD GUARD（オルゴール館のおばさん）
- プラネテス（候補生A）

2004年
- 蒼穹のファフナー Dead Aggressor（救護隊員）
- 鋼の錬金術師（ブラッドレイの妻）

### 劇場アニメ
- フリテンくん（1981年）
- プロジェクトA子（1986年、亜弓先生）
- 妖獣都市（1987年、魔界の女[10]）
- 変幻退魔夜行 カルラ舞う!-奈良怨霊絵巻-（1989年、和珥）

### OVA
1985年
- NORA（おばさん）

1986年
- バリバリ伝説 PART II 鈴鹿編（アイの母）

1987年
- 風と木の詩 SANCTUS -聖なるかな-（クルト）
- 重戦機エルガイムIII フルメタル・ソルジャー（リィリィ・ハッシー）
- ダーティペア（トーマス）
- プロジェクトA子2 大徳寺財閥の陰謀（亜弓先生）
- ヘル・ターゲット（ユーラーの母）

1988年
- プロジェクトA子3 シンデレラ・ラプソディ（亜弓先生）
- 魔界都市〈新宿〉（イン）
- 妖精王（ハーピー〈オキペタ〉）

1989年
- プロジェクトA子 完結篇（亜弓先生）
- 星猫フルハウス

1990年
- 1+2=パラダイス（美術の先生）
- 気ままにアイドル
- 変幻退魔夜行 カルラ舞う!〜仙台小芥子怨歌〜（大霊の和珥）

1991年
- 巴がゆく!（鏡子）

1992年
- OZ（ミスト少佐）

2000年
- だるまちゃんとてんぐちゃん（だるま母ちゃん）
- だるまちゃんととらのこちゃん（だるま母ちゃん）

### ゲーム
- クーロンズゲート（1997年、紅頭4号、マダム馮）
- スーパーロボット大戦α外伝（2001年、トロン・ミラン）
- 機動戦士ガンダムSEED 終わらない明日へ（2004年、レナ・イメリア）
- 機動戦士ガンダムSEED DESTINY GENERATION of C.E.（2005年、レナ・イメリア）
- スーパーロボット大戦30（2021年、リィリィ・ハッシー）

### 吹き替え

#### 映画
- アウトランド
- サウンド・オブ・ミュージック ※VHS・DVD版
- スウォーム ※テレビ朝日版
- ゴースト/血のシャワー（ベン・マーシャル）※フジテレビ版（BD収録）
- 荒野の用心棒
- ハワード・ザ・ダック/暗黒魔王の陰謀 ※フジテレビ版
- マックQ（看護婦）

#### ドラマ
- 超音速ヒーロー ザ・フラッシュ（メイビス）※日本テレビ版
- 特攻野郎Aチーム

### テレビドラマ
- マドモアゼル通り
- 気まぐれ本格派 第30話「兄貴がポックリ、死ンデレラ?!」（1978年、日本テレビ / ユニオン映画） - 看護師
- 不毛地帯（芸者、1979年)
- 西遊記II（第9話、1980年）
- ザ・ハングマン
- ザ・ハングマンII
- 大江戸捜査網　昭和版・第3シリーズ　第316話「十手に賭けた涙の離縁状」
- 火曜サスペンス劇場　「張り子の虎」（リポーター）
- 土曜ワイド劇場　はみだし弁護士・巽志郎1
- おもいっきり探偵団 覇悪怒組

### テレビ番組
- オレたちひょうきん族（1983年10月1日 - 1984年9月29日、千葉繁とOPナレーション）
- 放送番組センターCM・「仲よく、無駄なく、油断なく・声かけあって省エネルギー」編（男の子の声）
- 色彩浴 ・春夏秋冬の風韻〜ハイビジョンでとらえた四季の色と言葉〜（ナレーション）
- 荻窪音楽祭《トロンボーン・クァルテット・ジパングVol．16》（ゲスト出演、2015年）

### 特撮
- ロボット8ちゃん（1981年、テレコミーの声、カッポの声〈47話〉、看護婦〈51話〉）
- 宇宙刑事ギャバン（1982年、ウラミダブラーの声）
- バッテンロボ丸（1982年、チョキットの声、雑貨屋〈38話〉）
- 劇場版 バッテンロボ丸（1983年、チョキットの声）
- ペットントン（1983年）
- どきんちょ!ネムリン（1984年、コンピューターの声〈12話〉）
- もりもりぼっくん（1986年、洗面モモコの声）

### ラジオ
- オールナイトニッポンスペシャル 仮面ライダー10号誕生記念・石森章太郎のオールナイトニッポン内のラジオドラマ『仮面ライダーZX』（村雨しずか）
- NHKラジオ第2放送 おはなしの旅
- NHKラジオ第2放送 ことばの教室

### CM
- パナソニック「テレビドアホン・鳴き声」（ラジオCMのナレーション、2016年）
- なんなんなあに（やったくんの声）
- 日本霊廟 安養院 ひかり陵苑CM（ナレーション、出演・中村玉緒）